# Santa Inés (Santa Inés)
Pour les articles homonymes, voir Santa Inés.
Santa Inés est la capitale de la paroisse civile de Santa Inés de la municipalité de Libertad dans l'État d'Anzoátegui au Venezuela.